# The Best of Nelly Furtado
The Best of Nelly Furtado è la prima raccolta di successi della cantante canadese Nelly Furtado, pubblicato il 12 novembre 2010 dall'etichetta discografica Geffen. Il disco riunisce tutti i brani più noti della sua carriera, tra collaborazioni e pezzi in qualità di ospite, oltre a tre inediti, Night Is Young, Stars e Girlfriend in the City. È in vendita nelle versioni Standard e Deluxe, quest'ultima comprendente due CD. Le tracce e la copertina della raccolta sono note a partire dal 14 ottobre 2010.

## Tracce
Standard edition
1. I'm Like a Bird – 4:04 (Nelly Furtado)
2. Turn Off the Light – 4:36 (Nelly Furtado)
3. ... On the Radio (Remember the Days) – 3:55 (Nelly Furtado)
4. Fotografía (feat. Juanes) – 4:00 (Juan Aristizábal)
5. Powerless (Say What You Want) – 3:53 (Anne Dudley, Gerald Eaton, Nelly Furtado, Trevor Horn, Malcolm McLaren, Brian West)
6. Try – 4:38 (Nelly Furtado, Brian West)
7. Força – 3:41 (Gerald Eaton, Nelly Furtado, Brian West)
8. Promiscuous (feat. Timbaland) – 4:02 (Nelly Furtado, Timothy Clayton, Nate Hills, Tim Mosley)
9. Maneater – 4:18 (Nelly Furtado, Nate Hills, Tim Mosley, Jim Beanz)
10. Say It Right – 3:43 (Nelly Furtado, Nate Hills, Tim Mosley)
11. All Good Things (Come to an End) – 5:09 (Nelly Furtado, Tim Mosley, Chris Martin, Nate Hills)
12. In God's Hands – 4:12 (Nelly Furtado, Rick Nowels)
13. Broken Strings (feat. James Morrison) – 4:09 (James Morrison, Fraser T Smith, Nina Woodford)
14. Girlfriend In The City – 4:40 (Salaam Remi, Nelly Furtado)
15. Night Is Young – 3:33 (Salaam Remi, Nelly Furtado, Hernst Bellevue)
16. Stars – 4:23 (Lester Mendez, Nelly Furtado)
17. Manos al aire – 3:29 (Nelly Furtado, James Bryan, Alex Cuba)

Deluxe edition
1. Quando quando quando (feat. Michael Bublé) – 4:44 (Tony Renis, Alberto Testa, Pat Boone)
2. Te busqué (feat. Juanes) – 3:39 (Nelly Furtado, Juanes, Lester Mendes)
3. Island of Wonder (feat. Caetano Veloso) – 3:48 (Nelly Furtado, Jasper Gahunia, Simón Díaz)
4. I'm Like a Bird (vs Asha Remix)) – 5:26 (Nelly Furtado)
5. Who Wants to Be Alone (feat. Tiësto) – 4:36 (Tijs Verwest, D.J. Waakop Reijers-Fraaij, Nelly Furtado, Rick Nowels)
6. Sacrifice (feat. The Roots) – 4:44 (Tariq Trotter, Ahmir Thompson, Kamal Gray, Leonard Hubbard)
7. In God's Hands (feat. Keith Urban) – 4:34 (Nelly Furtado, Rick Nowels)

La versione Super Deluxe contiene un ulteriore DVD con i suoi migliori videoclip e l'aggiunta dell'inedito clip del brano Wait For You contenuto nella tracklist del fortunatissimo multiplatino album Loose.
DVD (Super Deluxe)
1. I'm Like a Bird
2. Turn Off the Light
3. Powerless (Say What You Want)
4. Try
5. Força
6. Explode
7. Maneater
8. Promiscuous
9. Say It Right
10. All Good Things (Come to an End)
11. In God's Hands
12. No hay igual
13. Wait for You

## Classifiche
| Classifiche (2010-12) | Posizione massima |
| --------------------- | ----------------- |
| Austria               | 34                |
| Belgio (Fiandre)      | 55                |
| Belgio (Vallonia)     | 81                |
| Germania              | 20                |
| Grecia                | 14                |
| Irlanda               | 31                |
| Italia                | 37                |
| Paesi Bassi           | 90                |
| Polonia               | 20                |
| Regno Unito           | 53                |
| Svizzera              | 29                |